# Bad Time
«Bad Time» es una canción de la cantante estadounidense Sabrina Carpenter de su tercer álbum de estudio Singular: Act I (2018). La canción se estrenó por Hollywood Records como el segundo sencillo promocional del álbum el 1 de noviembre de 2018, una semana antes de su lanzamiento.

## Antecedentes y lanzamiento
«Bad Time» fue escrito y grabado en noviembre de 2017 en Wolf Cousins Studios en un día y medio, cuando Carpenter estaba en Estocolmo, Suecia. Fue escrito por Sabrina Carpenter, Julia Karlsson y Oscar Görres , siendo el último productor de la canción y productor vocal. Carpenter, Karlsson y Görres sirvieron para las voces de fondo y Görres programó la canción y tocó teclados, bajo, guitarra, batería y percusión. La canción fue mezclada por Serban Ghenea en MixStar Studios en Virginia Beach, Virginia y John Hanes sirvió como asistente de mezcla. La canción fue masterizada en Sterling Sound en la ciudad de Nueva York por Chris Gehringer.

## Composición
Musicalmente, «Bad Time» con una duración de tres minutos y cinco segundos, contiene un up-tempo (ritmo rápido) con sonidos synth pop     impulsado con electropop. Líricamente, la canción habla de alguien que está pidiendo un "buen momento", pero la invitación es denegada porque, anteriormente, esa persona ya había molestado la mente de Carpenter.

## Recepción y crítica
The Line of Best Fit dijo que "el segundo sencillo promocional del álbum es un punto culminante innegable, ella alegremente cambia las tornas en un copo en serie [...] también es quizás el mejor ejemplo del lirismo y la sensibilidad pop que Carpenter trae a el álbum en su conjunto, creando escenarios con muchas imágenes que luego explotan en un coro con ganchos pegajosos y una recompensa masiva". Mike Neid para Idolator describió la canción como "graciosa".

## Historial de lanzamiento
| País   | Fecha                   | Formato                     | Discográfica      |
| ------ | ----------------------- | --------------------------- | ----------------- |
| Varios | 1 de noviembre de 20180 | Descarga digital, Streaming | Hollywood Records |